# Universitatea din Odesa
Universitatea Națională Ilia Mecinikov din Odesa (în ucraineană Одеський національний університет імені І. І. Мечникова), situată în Odessa, Ucraina, este una dintre universitățile principale ale țării, numită după omul de știință Ilia Mecinikov (care a studiat imunologia, microbiologia și embriologia evolutivă), câștigătorul premiului Nobel în 1908. Universitatea a fost fondată în 1865, printr-un edict al țarului Alexandru al II-lea al Rusiei, reorganizând liceul Richelieu din Odessa în noua Universitatea Imperială Novorossiia. În epoca sovietică, Universitatea a fost redenumită Universitatea de Stat I. I. Mecinikov din Odessa (literal, „Universitatea de Stat din Odesa numită după I. I. Mecinikov”). 
De-a lungul secolului și jumătate al existenței sale, Universitatea și-a câștigat reputația de a fi una dintre cele mai bune instituții de învățământ din Ucraina. 
Universitatea Națională din Odesa cuprinde patru institute, zece facultăți și șapte consilii de specialitate. Este renumită pentru biblioteca sa științifică, cea mai mare și cea mai veche a bibliotecilor universitare din Ucraina (3.600.000 de milioane de volume, de la secolul al XV-lea până în prezent). 

## Antecedente

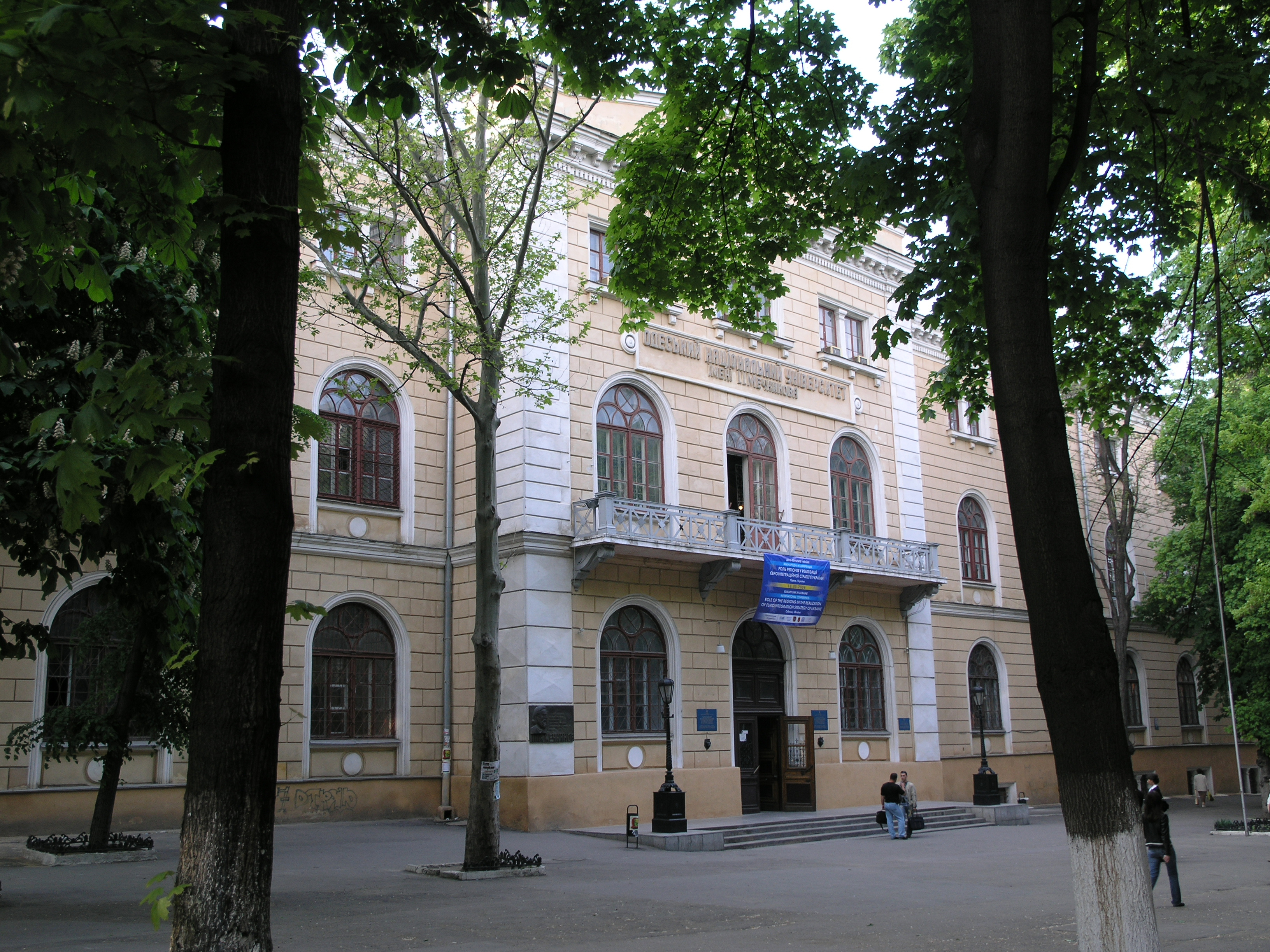
Clădirea principală a Universității Naționale din Odesa.

Universitatea Națională I.I. Mechnikov din Odesa este una dintre cele mai vechi din Ucraina. Aceasta a fost fondată în 1865, când prin edictul țarului rus Alexandru al II-lea, liceul Richelieu (Рішелівський ліцей, care a existat la Odesa din 1817) a fost reorganizat în Universitatea Imperială Novorossiya (Noua Rusie). Toată viața academică și științifică a universității, din ziua înființării, a fost condusă de Statutul din 1863 care a format tradiția liberal-democratică a instituției care s-a păstrat în ciuda tuturor tulburărilor din viața socială și politică a țării. Încă din primii ani ai existenței sale, Universitatea Imperială Novorossiya a devenit un centru important al științei și pentru pregătirea cadrelor științifice și didactice din regiunea de coastă din nordul Mării Negre. 
Profesori și oameni de știință de renume mondial au lucrat la Universitatea Imperial Novorossiya în diferite perioade ale existenței sale, inclusiv câștigătorul premiului Nobel Mechnikov (după care Universitatea a fost redenumită ulterior), profesorii IM Sechenov, AA Kovalevskiy, NF Gamaleya, NY Zelinskiy, DL Mendeleyev, fizicianul GA Gamov,  matematicianul AM Lyapunov și alții. Prin activitățile lor, Universitatea Imperială Novorossiya a devenit rapid unul dintre centrele culturii popoarelor ucrainene, rusești și a altor popoare care locuiesc de-a lungul coastei de nord a Mării Negre, iar universitatea a început să joace un rol important în dezvoltarea științei. Primul rector al universității a fost profesorul IY Sokolov. În diferite perioade de timp, universitatea a fost condusă de profesorii PN Lebedyev, A. l. Yurzhenko, AV Bogatskiy, VV Serdyuk, IP Zelinskiy, toți specialiști de seamă în diferite ramuri ale cunoașterii.   

## Organizare
Universitatea este situată în două părți ale orașului și ocupă aproximativ 70 de hectare. Este formată din 10 facultăți, 4 institute, un colegiu, două „departamente pregătitoare” pentru cetățenii Ucrainei și țărilor străine, 15 laboratoare de cercetare științifică, cinci institute științifice, departamente de administrare, magazine de pregătire experimentală și nouă dormitoare pentru studenți, -graduate și cursanți. Universitatea are un complex sportiv și de reabilitare, cu stadion propriu și bază de odihnă pentru studenții, personalul și oaspeții universității în satul Chernomorka. În toate locațiile universității există cafenele, cafenele, baruri și secții medicale. 

### Departamente
- Facultatea de biologie
- Facultatea de relații internaționale, politologie și sociologie
- Facultatea de economie și drept
- Facultatea de geologie și geografie
- Facultatea de istorie și filosofie
- Facultatea de jurnalism, publicitate și editură
- Facultatea de matematică, fizică și tehnologii informaționale
- Facultatea de psihologie și asistență socială
- Facultatea de filologie romanică și germanică
- Facultatea de chimie

### Alte
- Colegiul de economie și asistență socială
- Departamentul pregătitor universitar
- Departamentul pregătitor pentru studenții internaționali

### Știință
- Unsprezece laboratoare de cercetare științifică
- Grădina botanică
- Institutul de fizică științific-cercetare
- Observatorul astronomic

## Cooperare internațională
Universitatea Odessa a fost activă în cooperarea internațională la nivel regional și global în ultimii 150 de ani. În prezent, Universitatea este membră a Asociației Universității Europene, a Asociației Mondiale a Universităților, a Consiliului de Supraveghere a Magna Charta, a Asociației Eurasiatice a Universităților, a Rețelei Universităților din Marea Neagră și a Conferinței Rectorilor Dunării. 

## Alumni notabili

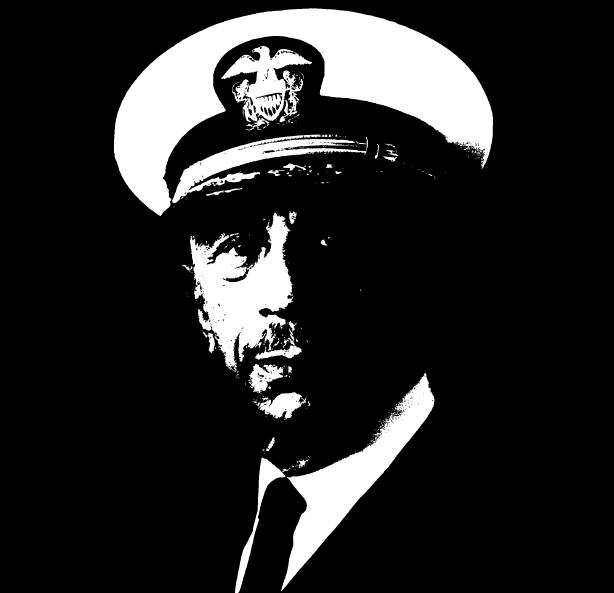
Joshua L Goldberg

- Aleko Konstantinov: important intelectual bulgar care a fondat mișcarea turistică în Bulgaria.
- Ali Mohamed Shein: al șaptelea președinte al Zanzibarului.
- Ion Nistor: istoric și politician român de seamă.
- George Gamow: fizician și cosmolog teoretic, avocat timpuriu și dezvoltator al teoriei Big Bang a lui Lemaître.
- Nikodim Kondakov: istoric rus, a fondat o metodă modernă în istoria artei bizantine.
- Mordechai Namir: ministrul israelian.
- Oksana Mas: artist ucrainean.
- Mariusz Zaruski: general de brigadă în armata poloneză, un pionier al iahturilor sportive poloneze.
- Sergei Witte: precursor al primei constituții a Rusiei și președinte al Consiliului de Miniștri (Prim-ministru) al Imperiului Rus.
- Ivan Sechenov: fiziolog rus.
- Nikolai Chebotaryov: remarcat matematician rus și sovietic. Este cel mai cunoscut pentru teorema densității Chebotaryov.
- Krste Misirkov: unul dintre cele mai marcante nume din cultura și istoria Macedoniei de Nord.
- Joshua L. Goldberg: rabin american de origine belarusă, care a fost primul rabin care a fost comandat ca capelan al Marinei SUA în al doilea război mondial (și doar al treilea care a servit în armată în istoria sa), primul care a ajuns la gradul de căpitan de marină (echivalentul colonelului de armată) și primul care s-a retras după o carieră activă completă.
- Kadish Luz: politician israelian care a fost ministru al agriculturii între 1955 și 1959 și președinte al Knessetului din 1959 și 1969.
- Vladimir Ippolitovici Lipsky: om de știință ucrainean, botanist; membru al Academiei Naționale de Științe a Ucrainei (în 1922-1928 - președintele acesteia) și membru corespondent al Academiei de Științe a URSS și director al Grădinilor Botanice al Universității Odesa.
- Gherman Pântea: director militar al Republicii Democratice Moldovenești.
- Alla Dzhioyeva: profesor osetian de Sud, politician transformat, care a ocupat funcția de ministru al Educației în 2002-2008.
- Streltsov Ievgen: proeminent profesor ucrainean.
- Emmanuil Galitskiy: membru original al personalului și profesor de fizică șef la Academiile Județului Bergen.
- Volodymyr Kedrowsky: lider militar, diplomat, autor și activist ucrainean.
- Pyotr Karyshkovsky: istoric sovietic ucrainean, numismat, savant și lexicograf.

## Vezi si
- Lista universităților moderne din Europa (1801–1945)